# Neusa Dias de Macedo
Neusa Dias de Macedo foi bibliotecária e também atuou como professora na Escola de Comunicações e Artes (ECA) da Universidade de São Paulo (USP) tendo contribuído, com sua atuação, para o desenvolvimento da Biblioteconomia brasileira.

## Biografia
Foi como professora de Grupo escolar que Neusa Dias de Macedo iniciou sua carreira. Ali criou uma pequena biblioteca, após passar por um curso intensivo ministrado por Lenyra Fraccaroli na então Biblioteca Infantil. A experiência foi registrada no primeiro artigo que escreveu e publicou no jornalzinho da escola.
O interesse pelas bibliotecas levou Neusa a graduar-se em Biblioteconomia na Fundação Escola de Sociologia e Política (FESPSP). Ela ingressou na USP em 1951, como bibliotecária na Faculdade de Farmácia e na Faculdade de Odontologia. Afastada por motivações políticas durante o governo estadual de Jânio Quadros, a futura professora passou a trabalhar no Sistema de Informação da Indústria Nadir Figueiredo – onde criou uma biblioteca ambulante para os operários – e graduou-se em Letras. Obteve bolsa para um mestrado nos Estados Unidos e, ao voltar ao Brasil, tornou-se docente da Universidade de Brasília, cargo que ocupou pelos seis anos seguintes.
Mais tarde, quando ingressou no doutorado, Neusa foi aprovada em concurso para docente da graduação em Biblioteconomia da ECA. A partir de 1980, já doutora, passou também a dar aulas e orientar alunos da Pós-Graduação, contribuindo para a elaboração de 40 dissertações e teses na área. Nas palavras de Neusa, estes foram anos marcados por “experiências inesquecíveis”.
Neusa foi parecerista de revistas, dentre elas Comunicações e Artes (ECA/USP) e Ciência da Informação (IBICT). Foi responsável pela reformulação, em 1978, da Revista Brasileira de Biblioteconomia e Documentação, da qual foi editora por alguns anos. A professora teve ainda importante atuação em diversas entidades representativas de profissionais da Biblioteconomia, como a Associação Paulista de Bibliotecários (APB), a Federação Brasileira de Associações de Bibliotecários, Cientistas da Informação e Instituições (FEBAB) e o Conselho Federal de Biblioteconomia (CFB). Ela foi considerada uma das maiores especialistas brasileiras no serviço de referência em bibliotecas.  Grande defensora da biblioteca escolar, Neusa nunca deixou de se preocupar com a Educação Básica. Prova disso é a publicação, em 2005, do livro Biblioteca escolar brasileira em debate: da memória profissional a um fórum virtual, um dos dez finalistas no Prêmio Jabuti do ano seguinte. Neusa Dia de Macedo, faleceu em 28 de março de 2020, deixando inacabado um livro sobre a sinalização de bibliotecas.

## Obras publicadas
- 1962: Bibliografia de Fidelino de Figueiredo (ed. Universidade de São Paulo)[carece de fontes?]
- 1968: Bibliografia de Manoel de Oliveira Lima com estudo biográfico e cronologia (ed. Arquivo Público Estadual do Recife)[carece de fontes?]
- 1970: Bibliografia sobre censura e liberdade de imprensa (ed. EDUSP)[carece de fontes?]
- 1972: A biblioteca como centro de pesquisa e informação (ed. Centro Tecnológico de Hidráulica do DAEE)[carece de fontes?]
- 1973: Notícias do I encontro de responsáveis pela execução do programa de bibliotecas no Brasil (ed. Associação Paulista de Bibliotecários)[carece de fontes?]
- 1974: Orientação bibliográfica ao estudante (ed. ECA-USP)[carece de fontes?]
- 1987: Metodologia da pesquisa bibliográfica, tendo em vista o trabalho de pesquisa (ed. ECA-USP)[carece de fontes?]
- 1994: Resumos:  subsídios para sua elaboração (ed. CBD-ECA-USP)[carece de fontes?]
- 1996: Iniciação à pesquisa bibliográfica: guia do estudante para a fundamentação do trabalho de pesquisa (ed. Loyola)[carece de fontes?]
- 2000: Biblioteca pública/biblioteca escolar de país em desenvolvimento: diálogo entre bibliotecária e professora para reconstrução de significados com base no Manifesto da UNESCO (ed. CRB-8; FEUSP)[carece de fontes?]
- 2005: Biblioteca escolar brasileira em debate: da memória profissional a um fórum virtual.(ed. SENAC)[carece de fontes?]
- 2007: Leitura e sintonia entre bibliotecário e professor, eis a questão (ed. Fundação Biblioteca Nacional)[carece de fontes?]